# Chế độ ăn cho người tiểu đường
Chế độ ăn kiêng cho người tiểu đường là một chế độ ăn của những người có bệnh tiểu đường, hay còn gọi là những người có đường trong máu cao, để giảm thiểu các triệu chứng và các biến chứng nguy hiểm của sự tăng đường trong máu lâu dài (như là: bệnh tim mạch, bệnh thận tiểu đường, béo phì).
Trong số các khuyến nghị từ Hiệp hội Tiểu đường Hoa Kỳ (ADA) và Hiệp hội Tiểu đường Anh, không có sự đồng thuận rằng một chế độ ăn uống nhất định này là tốt hơn những chế độ khác. Điều này là do thiếu các nghiên cứu dài hạn chất lượng cao về chủ đề này.
Đối với những người thừa cân và những người béo phì mắc bệnh tiểu đường, khía cạnh quan trọng nhất của bất kỳ chế độ ăn kiêng nào là nó dẫn đến sự mất chất béo trong cơ thể. Sự mất chất béo trong cơ thể đã được chứng minh là cải thiện khả năng kiểm soát đường huyết và giảm mức độ insulin trong cơ thể.
Khuyến cáo được đồng thuận nhất là chế độ ăn ít đường và ít cacbohydrat tinh chế, tương đối nhiều chất xơ, đặc biệt là chất xơ hòa tan. Tương tự, những người mắc bệnh tiểu đường có thể được khuyến khích giảm lượng cacbohydrat có chỉ số đường huyết cao, mặc dù Hiệp hội Tiểu đường Hoa Kỳ và Hiệp hội Tiểu đường Anh lưu ý rằng cần có thêm bằng chứng ủng hộ cho khuyến nghị này. Tuy nhiên, trong trường hợp bị hạ đường huyết, họ nên ăn hoặc uống những đồ có thể làm tăng đường huyết nhanh chóng, chẳng hạn như những đồ uống ngọt, sau đó ăn thực phẩm có carbohydrate tác dụng dài (như bánh mì lúa mạch đen) để ngăn ngừa nguy cơ bị hạ đường huyết thêm nữa.

## Thành phần ăn kiêng

### Tổng quan
Những người bệnh tiểu đường có thể ăn bất kỳ loại thực phẩm nào họ muốn, tốt nhất là chế độ ăn uống lành mạnh với một ít cacbohydrat tinh chế, nhưng họ cần phải hiểu biết rõ hơn về lượng cacbohydrat trong thực phẩm và tránh các loại đường như nước trái cây và đồ uống có đường. Đối với những người phụ thuộc vào việc tiêm insulin (người bệnh tiểu đường loại 1 và loại 2), ăn một lượng phù hợp cacbohydrat sẽ giúp quản lý lượng đường trong máu dễ dàng hơn.

## Lịch sử
Việc điều trị bệnh đái tháo đường theo chế độ ăn kiêng có một lịch sử dài. Điều trị bệnh đái tháo đường bằng chế độ ăn kiêng đã được áp dụng ở Ai Cập từ năm 3500 trước Công Nguyên và được áp dụng bởi Sushruta và Charaka ở Ấn Độ hơn 2000 năm về trước. Vào thế kỷ 18, John Rollo lập luận rằng việc hạn chế calo có thể làm giảm lượng đường trong nước tiểu đối với bệnh tiểu đường.
Vào đầu thế kỷ 20, trước khi Insulin được phát minh, Frederick Madison Allen và Elliott Joslin khuyến nghị rằng những người mắc bệnh tiểu đường chỉ nên ăn chế độ ăn ít calo và gần như không có carbohydrat để ngăn ngừa tử vong từ nhiễm toan ceto. Trong khi phương pháp này có thể kéo dài cuộc sống thêm một thời gian hạn chế, bệnh nhân đã phát triển thêm một loạt các vấn đề y tế khác.
Vào năm 1922, việc Frederick Banting phát minh ra Insulin đã cho phép các bệnh nhân tiểu đường linh hoạt hơn trong việc ăn uống của họ.